# Kaman SH-2 Seasprite
Kaman SH-2 Seasprite a SH-2G Super Seasprite jsou robustní, univerzální vrtulníky klasické koncepce s jedním nosným a jedním vyrovnávacím rotorem. Tento typ byl nejprve plánován pro záchranné akce ve válce ve Vietnamu, jeho dolet se však brzy prokázal jako příliš malý. Díky novým pohonným jednotkám a systémům se však SH-2 mezitím stal dobrým protiponorkovým strojem.

## Historie

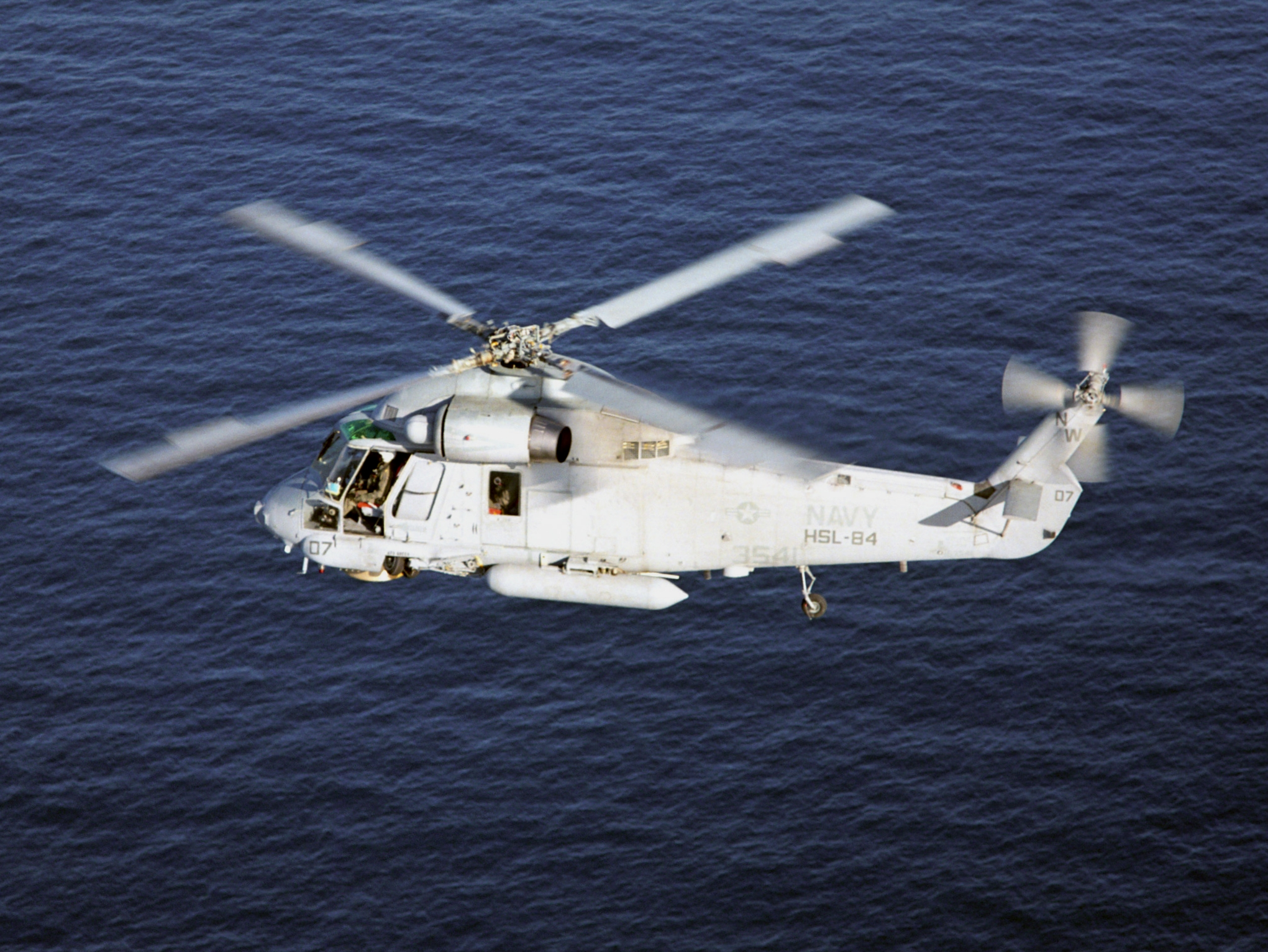
Vrtulník SH-2G Super Seasprite, který poprvé vzlétl na konci roku 1989

Vrtulníky Seasprite a Super Seasprite nebyly jako jediné vrtulníky firmy Kaman Aircraft v Connecticutu vybaveny typickými bočně posunutými dvojitými rotory s prolínajícími se rotorovými listy (tzv. koncepce „synchropter“), nýbrž konvenčním rotorovým systémem. Po svém prvním letu v roce 1959 byl vrtulník Seasprite v šedesátých letech používán na lodích US Navy jako univerzální a záchranný vrtulník. S jedním z prvních typů letěl držitel Medal of Honor kapitán Clyde Lassen dne 19. června 1968 pod těžkou palbou do teritoria severního Vietnamu, aby zachránil sestřeleného člena posádky letadla McDonnell F-4 Phantom II.
V sedmdesátých a v osmdesátých letech se z jednomotorového vrtulníku s třílistým rotorem stal dvoumotorový model se čtyřlistým rotorem, který je používán jako vynikající stíhací vrtulník proti ponorkám. Dnešní SH-2G Super Seasprite sice možná nedosahuje výkonu novějšího Sikorsky SH-60B Sea Hawk, představuje ale vážné nebezpečí pro každou ponorku.

## Specifikace

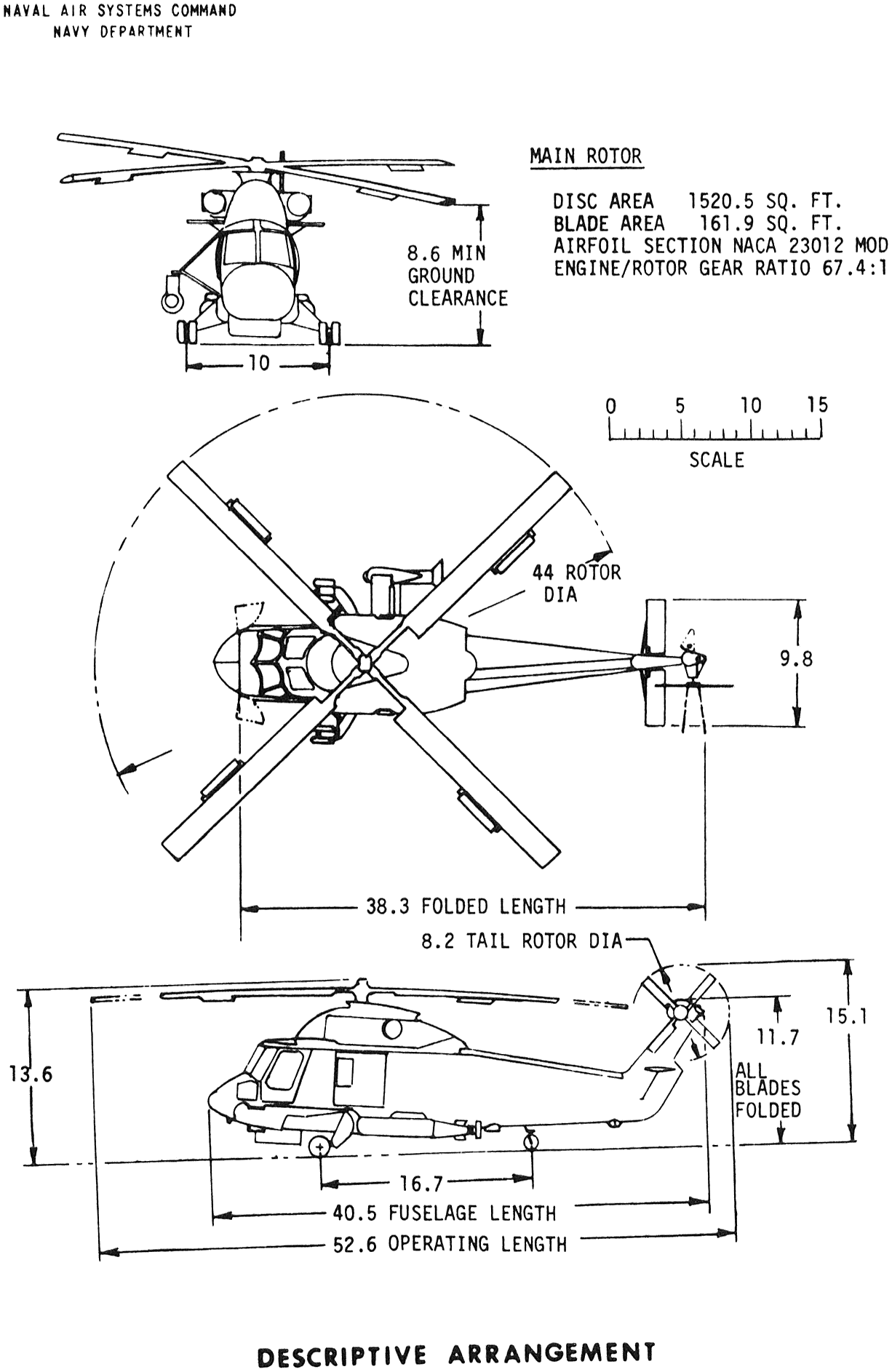
Třípohledový nákres SH-2F

### Technické údaje
- Osádka: 3
- Délka: 16,08 m
- Výška: 4,58 m
- Průměr hlavního rotoru: 13,51 m
- Plocha rotoru: 143,41 m²
- Prázdná hmotnost: 3193 kg
- Vzletová hmotnost: 6033 kg
- Pohon: SH-2F: 2 × turbohřídelový motor General Electric T58-GE-8F (každý o výkonu 1007 kW)
- Pohon: SH-2G: 2 × turbohřídelový motor General Electric T700-GE-401/403C (každý o výkonu 1285 kW)

### Výkony
- Maximální rychlost: 265 km/h
- Cestovní rychlost: 230 km/h
- Dolet: 679 km
- Dostup: 5670 m

### Výzbroj
- 2 × lehká torpéda typů Mk 46 nebo Mk 50
- Až 2 × 7,62mm kulomet
- SH-2G může nést rakety vzduch-země AGM-65 Maverick